# سد جاتيلوهور

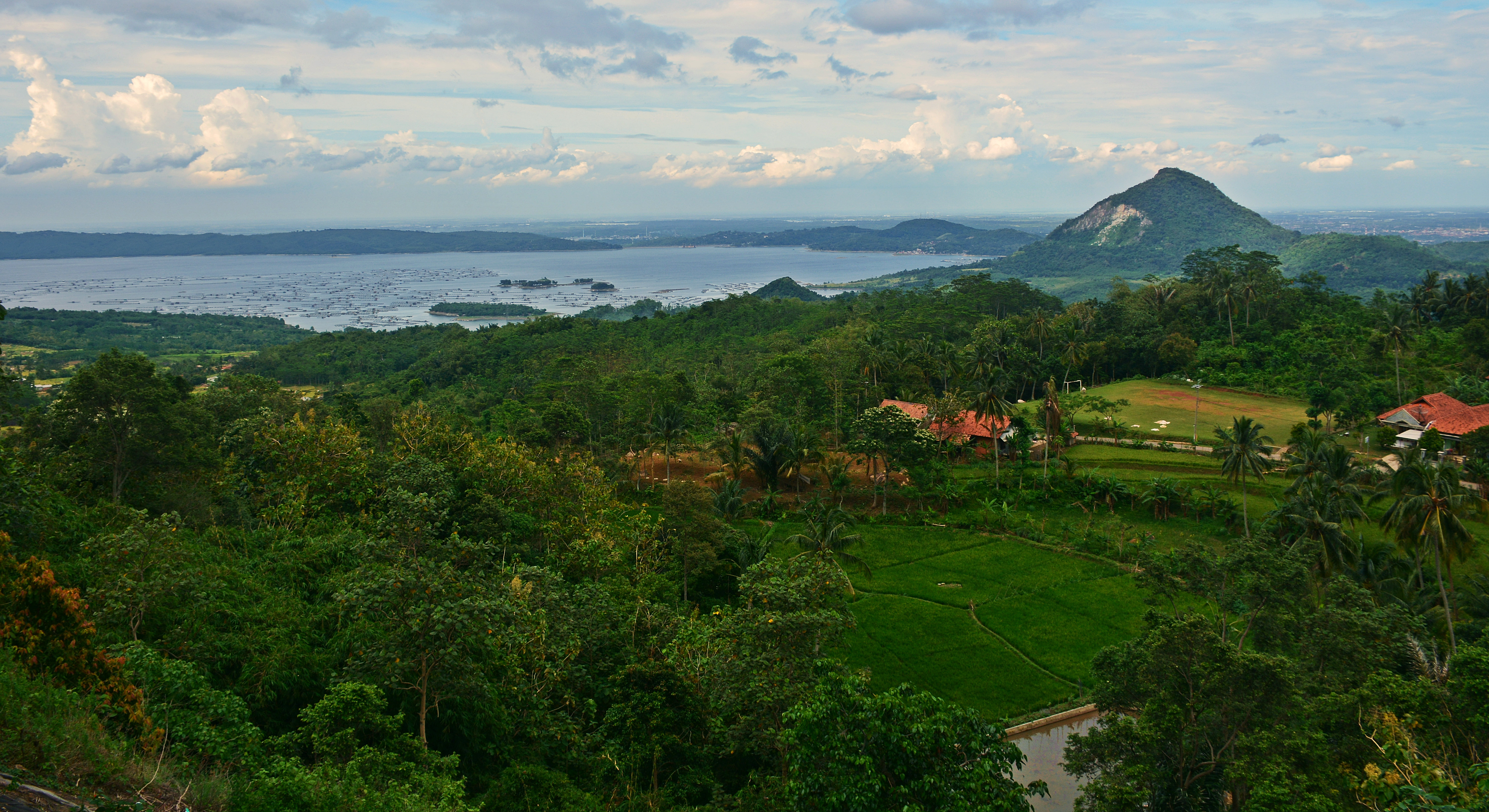
جاتيلوهور ينظر إليها من جبل بارانج

سد جاتيلوهور هو سد متعدد الأغراض على نهر سيتاروم في جاوة الغربية بإندونيسيا. يقع على بعد 70 كم (43 ميلاً) شرق جاكرتا، بالقرب من بلدة بورواكارتا متوسطة الحجم.

صمم سد جاتيلوهور كوين وبيلير وبُني بين عامي 1957 و1965 بينما بدأت محطة الطاقة العمل في عام 1967. يخدم السد عدة أغراض بما في ذلك توفير توليد الطاقة الكهرومائية وإمدادات المياه والسيطرة على الفيضانات والري وتربية الأحياء المائية. تبلغ القدرة المركبة لمحطة الطاقة 186.5 ميجاوات والتي تغذي شبكة جاوة التي تديرها شركة الكهرباء المملوكة للدولة بيروشاهان ليستريك نيجارا. يساعد خزان جاتيلوهور في ري 240.000 هكتار (593.053 فدانًا) من حقول الأرز. يبلغ ارتفاع السد الترابي 105 م (344 قدمًا) وتبلغ سعة الخزان 3،000،000،000 م 3 (2،432،140 فدانًا⋅قدمًا)، وهو الأكبر في البلاد. 